# Gabriela Vergara
Gabriela Vergara Aranguren (sinh ngày 29 tháng 5 năm 1974 tại Caracas, Venezuela) là một nữ diễn viên và người mẫu. Cô được biết đến là Á hậu 3 cuộc thi Hoa hậu Venezuela 1996.
Năm 1997, cô bắt đầu diễn xuất trong nhiều bộ phim truyền hình như Destino de Mujer trong vai Vanessa và năm 2004, La Mujer en el Espejo trong vai Barbara Montesinos de Mutti.
Cô sinh hai bé gái sinh đôi vào tháng 4 năm 2009. Tên của chúng là Alessandra và Emiliana.

## Đóng phim

### Truyền hình
- Al otro lado del muro (2018) với vai Paula Duarte
- El Comandante (2017) với vai Marisabel Rodríguez de Chávez
- Las Amazonas (2016) với vai Debórah Piñero Villarreol de Santos / Eugenia Villarroel (Nhân vật phản diện chính)
- Quererte Así (2012) trong vai Marisela Santos / Isadora
- Cielo Rojo (2011) trong vai Aleida Ramos (Nhân vật phản diện)
- Prófugas del Destino (2010) trong vai Lola (Nhân vật chính)
- Soon Comprada (2009) trong vai Laura
- Secretos del Alma (2008) trong vai Denisse Junot
- Amas de Casa Desesperadas (2008) trong vai Roxana Guzmán
- Puras Joyitas (2007) với tên La Chica
- Seguro y Urgente (2006 Hàng2007) là Usmail Irureta
- Decisiones (2006 18002007) là Erika Pardo
- El amor no tiene preio (2005) với tên Ivana
- La Tormenta (2005)
- La tees en el espejo (2004) với vai Barbara Montesinos de Mutti
- Belinda (2004) trong vai Cristina và Belinda Romero
- La Hija del Jardinero (2003) với vai Jennifer de la Vega
- Trapose Íntimos (2002) trong vai Lucia Lobo
- Mambo y Candela (2002)
- Felina (2001) trong vai Daniela
- Toda Mujer (1999) với vai Manuela Mendoza Castillo
- El País de las teeses (1998) với tên Almendra Sanchez
- Destino de Mujer (1997) trong vai Vanessa

### Phim ảnh
- Recién cazado (2009) với tên Alexa
- 13 Segundos (2007) với tư cách là Claudia